# Steven Thomson
Steven Thomson (Glasgow, Escocia, 23 de enero de 1978), futbolista escocés. Juega de volante y su actual equipo es el St. Mirren FC de la Premier League de Escocia.

## Clubes
| Club                   | País       | Año       |
| ---------------------- | ---------- | --------- |
| Crystal Palace FC      | Inglaterra | 1998-2003 |
| Peterborough United    | Inglaterra | 2003-2005 |
| Falkirk FC             | Escocia    | 2005-2008 |
| Brighton & Hove Albion | Inglaterra | 2008      |
| St. Mirren FC          | Escocia    | 2009-     |